# Студенец (Мордовия)
Студенец — село в Зубово-Полянском районе Мордовии России. Входит в состав Анаевского сельского поселения.

## География
Расположено на прудах, в 45 км от районного центра и 3 км от рзд. 15 км Заметчинской железнодорожной ветки. Название — производное от русского слова студенец — «родник, колодец, холодная вода».

## История
В «Списке населённых мест Тамбовской губернии» (1866) Студенец — деревня владельческая из 97 дворов Спасского уезда. В начале 1930-х гг. был создан колхоз «XVI партсъезд», с 1953 г. — совхоз, с 1990 г. — ТОО «Зубово-Полянское», с 1996 г. — СХПК «Зубово-Полянский». В современном селе — основная школа, библиотека, клуб, магазин, отделение связи. Студенец — родина генерал-майора Г. П. Коблова. В Студенецкую сельскую администрацию входят пос. Искра (12 чел.) и Тупик 9 км (64 чел.).

## Население
| 2002 | 2010 |
| ---- | ---- |
| 161  | ↘123 |

Национальный состав
Согласно результатам Всероссийской переписи населения 2002 года, в национальной структуре населения русские составляли 65 %, мордва-мокша — 35 %.

## Источник
- Энциклопедия Мордовия, В. А. Коротин.